# Consistório Ordinário Público de 1911
A partir de 1907, consistências para a criação de cardeais foram anunciadas e adiadas. Em 27 de novembro de 1911, Pio X criou dezoito novos cardeais e mais um adicional criado in pectore ou sem nome. Cinco eram italianos, quatro franceses e três americanos. A especulação sobre o não identificado centrado no Patriarca de Lisboa, António Mendes Bello, desde a Implantação da República Portuguesa em 1910, adoptou políticas severamente anticlericais e exilou Mendes Bello de Lisboa por violar a sua lei sobre a separação entre Igreja e Estado.A representação americana no Colégio cresceu de um para quatro após a reclassificação dos Estados Unidos como não sendo mais um país missionário. Isso incluiu Diomede Falconio, um cidadão americano nascido na Itália que passou a maior parte de sua carreira nos Estados Unidos e no Canadá. Van Rossum foi o primeiro cardinal da Holanda em quatrocentos anos.
Treze dos dezoito novos cardeais compareceram ao consistório público, onde Pio elogiou as manifestações públicas que saudaram suas nomeações nos Estados Unidos e novamente abordaram o "peso da perseguição" na França.

## Cardeais Eleitores
| Nº                 | País               | Nome                                   | Idade              | Cargo                                            | Título ou Diaconia                                   |
| Cardeais eleitores | Cardeais eleitores | Cardeais eleitores                     | Cardeais eleitores | Cardeais eleitores                               | Cardeais eleitores                                   |
| ------------------ | ------------------ | -------------------------------------- | ------------------ | ------------------------------------------------ | ---------------------------------------------------- |
| 1                  | Espanha            | José Cos y Macho                       | 73                 | Arcebispo da Valladolid                          | Cardeal-presbítero de Santa Maria do Povo            |
| 2                  | Itália             | Diomede Falconio, O.F.M.               | 69                 | delegado apostólico na Estados Unidos da América | Cardeal-presbítero de Santa Maria em Ara Coeli       |
| 3                  | Itália             | Antonio Vico                           | 64                 | núncio apostólico na Espanha                     | Cardeal-presbítero de São Calisto                    |
| 4                  | Itália             | Gennaro Granito Pignatelli di Belmonte | 60                 | núncio apostólico na Áustria-Hungria             | Cardeal-presbítero de Santa Maria dos Anjos          |
| 5                  | Estados Unidos     | John Murphy Farley                     | 69                 | Arcebispo da Nova York                           | Cardeal-presbítero de Santa Maria sobre Minerva      |
| 6                  | Reino Unido        | Francis Bourne                         | 50                 | Arcebispo da Westminster                         | Cardeal-presbítero de Santa Pudenciana               |
| 7                  | República Checa    | Franziskus von Sales Bauer             | 70                 | Arcebispo da Olomouc                             | Cardeal-presbítero de São Jerônimo dos Croatas       |
| 8                  | França             | Léon-Adolphe Amette                    | 61                 | Arcebispo da Paris                               | Cardeal-presbítero de Santa Sabina                   |
| 9                  | Estados Unidos     | William Henry O'Connell                | 51                 | Arcebispo da Boston                              | Cardeal-presbítero de São Clemente                   |
| 10                 | Espanha            | Enrique Almaraz y Santos               | 64                 | Arcebispo da Sevilha                             | Cardeal-presbítero de São Pedro em Montorio          |
| 11                 | França             | François-Virgile Dubillard             | 66                 | arcebispo da Chambéry                            | Cardeal-presbítero de Santa Susana                   |
| 12                 | Áustria            | Franz Xaver Nagl                       | 56                 | Arcebispo da Viena                               | Cardeal-presbítero de São Marcos                     |
| 13                 | França             | François de Rovérié de Cabrières       | 81                 | bispo da Montpellier                             | Cardeal-presbítero de Santa Maria da Vitória         |
| 14                 | Itália             | Gaetano Bisleti                        | 56                 | Prefeitura da Casa Pontifícia                    | Cardeal-diácono de Santa Ágata dos Góticos           |
| 15                 | Itália             | Giovanni Lugari                        | 65                 | conselheiro da Congregação do Santo Ofício       | Cardeal-diácono de Santa Maria em Portico Campitelli |
| 16                 | Itália             | Basilio Pompilj                        | 53                 | secretário da Congregação do conselho            | Cardeal-diácono de Santa Maria em Domnica            |
| 17                 | França             | Louis Billot, S.J.                     | 65                 | Teólogo e filósofo                               | Cardeal-diácono de Santa Maria in Via Lata           |
| 18                 | Países Baixos      | Willem Marinus van Rossum, C.Ss.R.     | 57                 | Teólogo e canonista                              | Cardeal-diácono de São Cesário em Palatio            |
| In Pectore         |                    |                                        |                    |                                                  |                                                      |
| 19                 | Portugal           | António Mendes Bello                   | 69                 | Patriarca da Lisboa                              | Revelado no Consistório Ordinário Público de 1914    |